# TRAGIC COMIC
TRAGIC COMIC（トラジック コミック）は日本の3人組のバンドである。Zain Products在籍。
2000年に中学校の同級生4人で結成。
お笑い芸人の ですよ。とは同じ中学校の同級生である。
都内のライブハウスでの活動を経て、2005年7月に1stアルバム「Million」をリリース。
2005年11月にベースが脱退し、現在は3人組である。

## メンバー
- 高森健太(ボーカル、ギター)（9月7日 -）東京都足立区出身、AB型、おとめ座。
- 野間修平(ギター、コーラス)（2月23日 -）東京都足立区出身、A型、うお座。
- 橋本武彦(ドラムス、コーラス)（7月19日 -）東京都足立区出身、A型、かに座。

## 来歴
- 2000年4月、メンバーそれぞれが他のバンドで活動していたが、ボーカル高森健太の呼びかけにより結成。

- 2005年7月、1stアルバム「Million」をリリース。レコ発ライブを渋谷Plugにて行う。

- 2005年11月、ベースが脱退し、現在の3人組となる。

## ディスコグラフィー

### アルバム
- 「Million」(2007年7月3日 リリース)